# فيالفري
فيالفري هي بلدية في مدينة تورينو الحضرية، في منطقة بيمنتة الإيطالية، وتقع على بعد حوالي 35 كـم (22 ميل) شمال تورينو .
تقع فيالفري على حدود البلديات التالية: سان مارتينو كانافيزي ، سكارمانيو، أجلي، وكوسيليو .

## روابط خارجية
الموقع الرسمي